# Sam Graddy
Samuel Louis "Sam" Graddy III (Gaffney, Carolina do Sul, 10 de fevereiro de 1964) é um ex-velocista e jogador de futebol americano dos Estados Unidos, vencedor da medalha de ouro no revezamento 4x100 m na Olimpíada de Verão de 1984.
Graddy ficou em segundo lugar nos 100 metros, e era um dos atletas que conquistaram a medalha de ouro no revezamento 4x100 m nos Jogos Pan-Americanos de 1983.
Em 1984, ganhou o Campeonato Nacional dos EUA nos 100 metros e, como estudante, pela Universidade do Tennessee, em Knoxville, venceu o NCAA de 100 metros.
Nas Olimpíadas de Los Angeles, Graddy foi segundo atrás de Carl Lewis nos 100 m, e disputou a primeira modalidade no revezamento 4x100 m, que ganhou a medalha de ouro com um novo recorde mundial de 37s83.
Depois de se formar na universidade, Graddy jogou futebol americano para o Denver Broncos (temporadas 1987 e 1988) e para o Los Angeles Raiders 1990-1992. Em 1991, ele marcou em um passe de touchdown 80 jardas contra o Houston Oilers.